# بوبي فيشر (لاعب كرة قدم)
بوبي فيشر (بالإنجليزية: Bobby Fisher)‏ (3 أغسطس 1956 بويمبلي في المملكة المتحدة - ) هو لاعب كرة قدم بريطاني في مركز الظهير. لعب مع كامبريدج يونايتد ونادي برينتفورد ونادي ليتون أورينت وماديستون يونايتد ‏.

## وصلات خارجية
- بوبي فيشر على موقع IMDb (الإنجليزية)